# Fitocromobilina:ferredossina ossidoreduttasi
La fitocromobilina:ferredossina ossidoreduttasi è un enzima appartenente alla classe delle ossidoreduttasi, che catalizza la seguente reazione:
(3Z)-fitocromobilina + ferredossina ossidata ⇄ biliverdina IXα + ferredossina ridotta
Catalizza la riduzione, a due-elettroni, della biliverdina IXα. Può usare, come accettori, le 2Fe-2S ferrodossine provenienti da diverse sorgenti, ma non la 4Fe-4S ferrodossina del Clostridium pasteurianum. Si pensa che la isomerizzazione della (3Z)-fitocromobilina a (3E)-fitocromobilina avvenga prima dell'attacco covalente all'apofitocromo, nel citoplasma delle cellule vegetali. Al posto della ferredossina possono essere utilizzate le flavodossine.